# Libocedrus
Libocedrus – rodzaj drzew i krzewów z rodziny cyprysowatych (Cupressaceae). Obejmuje 5 gatunków. Przedstawiciele występują na Nowej Zelandii i Nowej Kaledonii. W szerszym ujęciu włącza się tu gatunki z rodzajów Papuacedrus i Austrocedrus, występujące na Nowej Gwinei oraz w południowej części Ameryki Południowej.

## Morfologia

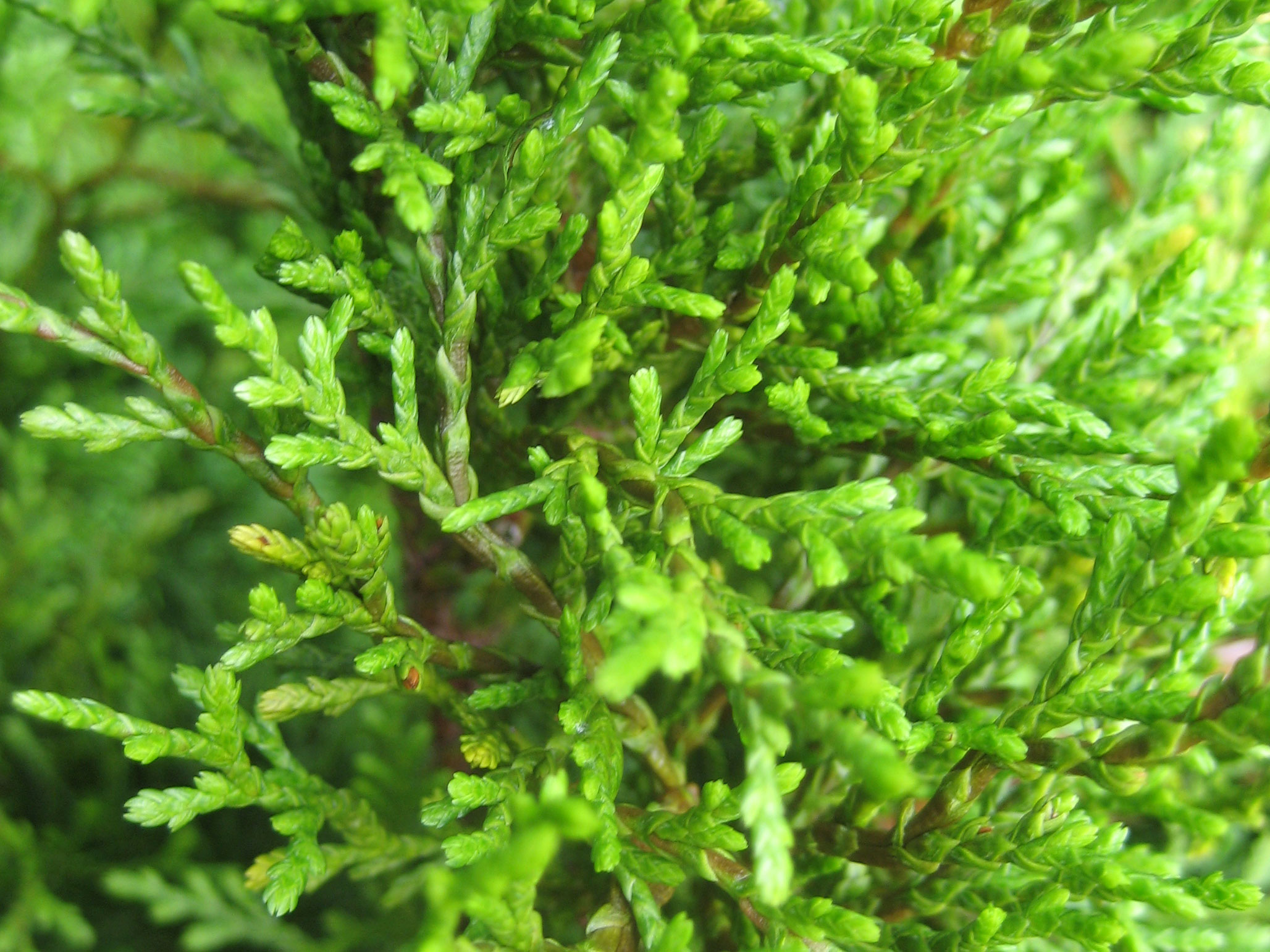
Libocedrus bidwillii

PokrójKrzewy i drzewa osiągające do 35 m wysokości. Kora jest cienka i rozdziela się na wąskie pasma. Końce pędów rozgałęziają się dwustronnie i są spłaszczone.
LiścieŁuskowate, tylko młodociane wydłużone i rozpostarte, podczas gdy dojrzałe są drobne i przylegające do pędu.
Organy generatywneRośliny jednopienne. Kwiaty męskie skupione w wydłużone strobile składające się z mikrosporofili zawierających zwykle po 4 woreczki pyłkowe. Strobile żeńskie jajowate, dojrzewają w ciągu roku, składają się z 4 przylegających łusek, z których tylko na dwóch wewnętrznych powstają nasiona. Zewnętrzne łuski są mniejsze i sterylne.
NasionaPowstają pojedynczo lub po 2 na łuskach płodnych, zaopatrzone są w dwa nierówne skrzydełka.

## Systematyka
Wykaz gatunków
- Libocedrus austrocaledonicus Brongn. & Gris
- Libocedrus bidwillii Hook.f.
- Libocedrus chevalieri J.Buchholz
- Libocedrus plumosa (D.Don) Druce
- Libocedrus yateensis Guillaumin